# Piaキャロットへようこそ!!4
『Pia♥キャロットへようこそ!!4』（Pia4、Piaキャロ4）は、F&Cのカクテル・ソフトブランドから2009年12月25日に発売された18禁恋愛アドベンチャーゲーム+恋愛シミュレーションゲーム。
予約特典に「ヒロインズポスターセット」があり、初回特典に「ぴあきゃろヒロインズコレクション」と「サウンドトラック」が付いた。また、本作の発売を記念して、全シリーズをパッケージした『コンプリートBOX』を完全期間限定受注生産品で発売された。
家庭用機版として、Piacciから2011年2月24日にXbox 360版が発売され、2012年10月25日にPlayStation Portable版が発売されている。

## 概要
2001年発売の『Pia♥キャロットへようこそ!!3』以来のナンバリングタイトル。シリーズ伝統のシミュレーションゲーム性とチップアニメーションが復活した。
前作『Piaキャロットへようこそ!!G.O. 〜グランド・オープン〜』はヒロインたちを育成するシステムだったが、本作は主人公を育成するシステムになっている。
ゲームの流れは「1週間のスケジュールの決定＝休日を決める」から始め、週間中は「朝の行動」、「シフト」、「夜の行動」の順に決定を行う。主人公のパラメータは「容姿」「優しさ」「根性」「仕事」「体力」「学力」「不評」「体調」の8つ。仕事には、「フロア」「厨房」「倉庫整理」「店周り」「デリバリー」の5つがあり、選んだ仕事によって対応するパラメータがアップする。
このため、プレイヤーは期間中、攻略したいヒロインと生活習慣を一致させることになる。ヒロインと結ばれるには適切な選択肢を選ぶだけでなく、主人公のパラメータを一定水準にまで上げなくてはならない。

## ストーリー
陸上部のエースだった羽瀬川太一。アキレス腱を痛めて陸上から離れていた。そのリハビリを終え、普段の生活には支障もなくなった頃、従姉の羽瀬川朱美に誘われ帰郷。遊びに来たはずがいつの間にか「Piaキャロット7号店」でバイトする羽目に。そこには、中学時代、一緒に部活動に明け暮れた幼馴染の滝川ゆながバイトしていた。

## 登場人物
羽瀬川太一（はせがわ たいち）
声：杉田智和
主人公。陸上部のエースだったが、アキレス腱を痛めて陸上から離れていた。そのリハビリを終え、普段の生活には支障もなくなった頃、従姉の朱美に誘われ帰郷。遊びに来たはずがいつの間にかピアキャロでバイトする羽目に。
滝川ゆな（たきがわ ゆな）
声：有栖川みや美
太一の幼馴染。
羽瀬川朱美（はせがわ あけみ）
声：草柳順子
太一の従姉で、7号店店長。
真柴さゆり（ましば さゆり）
声：桃井穂美
7号店マネージャー兼フロアチーフ。
神峰彩花（かみみね あやか）
声：倉田まりや
北川蒼空（きたがわ そら）
声：桜川未央
7号店のヘルプで、オーナーである木ノ下泰夫の姪にあたる。
桜庭よしみ（さくらば よしみ）
声：ひなき藍
アメリカ人の母アリスをもつハーフ。
桜庭アリス（さくらば アリス）
声：韮井叶
よしみの母親。アメリカ人。夫は既に亡くなっている。
羽瀬川ミサ（はせがわ ミサ）
声：雪都さお梨
太一の妹。

## スタッフ
- プロデューサー：稲村竜一
- シナリオ：稲村竜一、政木亮、月岡十児、田中タクヤ、みささぎらん、新城舞
- 原画：有子瑶一、村上水軍、鬼ノ仁、成瀬守、香月☆一
- 主題歌
  - オープニングテーマ：ロマンスは秒読み
    - 作詞：Takt-W / 作曲：上原一之龍 / 歌：凛

  - エンディングテーマ：明日のしるべに
    - 作詞：Takt-W / 作曲：上原一之龍 / 歌：凛

## ぴあきゃろ4FD
『Pia♥キャロットへようこそ!!4』のファンディスク『ぴあきゃろ4FD』が2010年8月13日にコミックマーケットで、2010年9月3日に通常で発売された。
また、ファンディスク発売記念として、『Pia♥キャロットへようこそ!!4』と『ぴあきゃろ4FD』をセットにした、限定特価版『ぴあきゃろ4スターターパック』も同時に発売された。
収録されている内容は以下の通り。
- ミニノベル
  - 公式サイトで実施した、キャラクター人気投票1位「羽瀬川朱美」・2位「北川蒼空」・3位「星野はるな」のアフターストーリー。
- オリジナル加工壁紙
  - 販促画像などを使用した、オリジナル加工壁紙も多数収録。

### スタッフ（4FD）
基本的なスタッフは4本編と共通。
- 原画：有子瑶一、村上水軍、香月☆一

## 漫画
コミカライズ版が秋田書店『チャンピオンRED いちご』VOL.17から連載された。シナリオ／稲村竜一、作画／宇佐美渉。単行本は1巻。